# Je ne lâche rien
Je ne lâche rien est une autobiographie de Philippe Etchebest (écrite en collaboration avec Stéphane Davet), parue chez les éditions Michel Lafon en août 2015.

## Résumé
« Nos erreurs ne viennent jamais de nos faiblesses, mais toujours de se croire tout-puissants. »
Philippe Etchebest raconte son parcours qui l'a mené à devenir un chef cuisinier étoilé. L'idée d'écrire le livre viendrait d'une discussion qu'il a en 2012 ou 2013 avec son épouse Dominique ; elle lui aurait demandé les raisons pour lesquelles il avait décidé de devenir cuisinier. C'est à partir de là qu'il explique son choix, en évoquant son passé et le soutien de sa femme tout au long de sa vie.
Ses parents étant restaurateurs, il baigne dans le monde culinaire dès son plus jeune âge. Pour  leur faire plaisir, il délaisse progressivement, malgré lui, sa passion pour le rugby. Âgé d'une vingtaine d'années, il commence à considérer la cuisine comme un art et  exprime, petit à petit, sa personnalité à travers elle. Il y voit également l'occasion de s'épanouir, aussi bien professionnellement que personnellement. Il gravit les échelons ; les récompenses et les distinctions suivent avec le temps. Les dernières années du récit sont marquées par son arrivée dans les jeux télévisés et l'ouverture de sa brasserie, "Le Quatrième Mur", à Bordeaux.

## Publication et promotion
L'ouvrage est édité par Michel Lafon et publié le 27 août 2015 en France et au Canada. Les photographies de Philippe Etchebest en première et quatrième de couverture ont été réalisées par Mathieu Thauvin. En format 14 × 22,5 cm, le livre compte 240 pages et est vendu au prix de 17,95 euros.
Le 2 septembre 2015, Philippe Etchebest participe à l'émission de radio présenté par Stéphane Bern, À la bonne heure, pour y parler de son livre. Il fait également la promotion de autobiographie sur l'émission de Thierry Ardisson, Salut les Terriens !, le 26 septembre suivant, puis au micro de Jean-Marc Morandini sur Europe 1 le 26 octobre, ainsi que sur le plateau du Buzz TV du Figaro le lendemain. Philippe Etchebest participe au Salon international du livre gourmand, qui se déroule du 25 au 27 novembre 2016 à Périgueux. Nommé président d'honneur de cette 15e édition, il y promeut son autobiographie.

## Réception
Après avoir interviewé Philippe Etchebest à l'occasion de sa présidence d'honneur du Salon international du livre gourmand 2016, la journaliste indépendante Sonia Moumen déclare, qu'à travers son ouvrage, il « donne à ses lecteurs non pas les recettes de ses plats préférés mais des recettes de vie pour que chacun à son niveau puisse booster son existence ».
Le critique gastronomique Gilles Pudlowski retient « la gnaque, la formidable envie de gagner, la belle nature, la gouaille, bref la volonté de travail et l'authenticité » de Philippe Etchebest à travers son autobiographie ; selon lui, son ouvrage est « plein de punch, de rythme, d'envie de bien faire et de communiquer sa pêche aux autres ». D'après Kevin Romanet du magazine féminin Ohmymag, le chef étoilé y « dévoile une facette inédite de sa vie qui prouve une nouvelle fois toute sa volonté, son envie de réussir mais surtout la complicité présente dans sa vie de famille ».

### Source primaire
- Philippe Etchebest et Stéphane Davet, Je ne lâche rien, Neuilly-sur-Seine, éditions Michel Lafon, septembre 2015, 240 p. (ISBN 978-2-7499-2516-5)

1. ↑  p. 7.
2. 1 2  p. 9.
3. ↑  p. 10-11.
4. ↑  Quatrième de couverture.

### Autres références
1. ↑  « Philippe Etchebest : "J'ai une femme incroyable qui m'aide au quotidien" » [vidéo], sur YouTube, La Fringale Culturelle, 3 octobre 2015 (consulté le 23 septembre 2017).
2. 1 2  « Je ne lâche rien, Philippe Etchebest », sur Michel Lafon (consulté le 22 septembre 2017).
3. ↑  « Stéphane Bern reçoit Philippe Etchebest dans A la bonne heure du 02/09/2015 » [vidéo], sur YouTube, RTL, 3 septembre 2015 (consulté le 23 septembre 2017).
4. ↑  Jérôme Roulet, « Salut les terriens : Philippe Etchebest, Emmanuel Petit, Claude Bartolone... », sur Toutelatele, 26 septembre 2017 (consulté le 23 septembre 2017).
5. ↑  « Etchebest : "La visibilité médiatique contribue au business" » [vidéo], sur YouTube, Europe 1, 26 octobre 2015 (consulté le 23 septembre 2017).
6. ↑  « Philippe Etchebest : « Certains clients cherchent la moindre faille dans mon restaurant » » [vidéo], sur YouTube, TV Magazine, 27 octobre 2015 (consulté le 23 septembre 2017).
7. ↑  Caroline Pomès, « Philippe Etchebest présentera son premier livre de recettes au salon du Livre Gourmand de Périgueux », sur France Bleu, France Bleu Périgord, 30 septembre 2016 (consulté le 23 septembre 2017).
8. ↑  « Philippe Etchebest, président du Salon international du livre gourmand », sur L'Hôtellerie Restauration, 10 octobre 2016 (consulté le 23 septembre 2017).
9. ↑  Sonia Moumen (photogr. Cyril Bernard), « Philippe Etchebest, président d'honneur », dans David Théodoridès (dir.), Le Salon international du livre gourmand : 25, 26 & 27 novembre 2016 à Périgueux, Périgueux, éditions Fanlac, octobre 2016, 124 p. (présentation en ligne), p. 12-15.
10. ↑  Gilles Pudlowski, « La confession de Philippe Etchebest », sur Les pieds dans le plat, 4 septembre 2015 (consulté le 22 septembre 2017).
11. ↑  Kevin Romanet, « Philippe Etchebest : le secret sur sa famille qu'il n'avait encore jamais révélé auparavant », sur Ohmymag, 22 mars 2017 (consulté le 22 septembre 2017).